# Лувч-Ґурни
Лувч-Ґурни (пол. Łówcz Górny) — село в Польщі, у гміні Ленчиці Вейгеровського повіту Поморського воєводства.
Населення — 111 осіб (2011).
У 1975-1998 роках село належало до Гданського воєводства.

## Демографія
Демографічна структура станом на 31 березня 2011 року:
|          | Загалом | Допрацездатний вік | Працездатний вік | Постпрацездатний вік |
| -------- | ------- | ------------------ | ---------------- | -------------------- |
| Чоловіки | 62      | 15                 | 39               | 8                    |
| Жінки    | 49      | 13                 | 28               | 8                    |
| Разом    | 111     | 28                 | 67               | 16                   |